# Вектор (математика)
Вектор (від лат. vector, «той, що несе») — у найпростішому випадку математичний об'єкт, який характеризується величиною і напрямком. Наприклад, у геометрії і в природничих науках вектор є спрямований відрізок прямої в евклідовому просторі (або на площині).
Приклади: радіус-вектор, швидкість, момент сили. Якщо в просторі задана система координат, то вектор однозначно задається набором своїх координат. Тому в математиці, інформатиці та інших науках упорядкований набір чисел часто теж називають вектором. У більш загальному сенсі вектор у математиці розглядається як елемент деякого векторного (лінійного) простору.
Є одним з основоположних понять лінійної алгебри. При використанні найбільш загального означення векторами виявляються практично всі досліджувані в лінійній алгебрі об'єкти, зокрема матриці, тензори, однак, за наявності в навколишньому контексті цих об'єктів, під вектором мають на увазі відповідно вектор-рядок або вектор-стовпець, тензор першого рангу. Властивості операцій над векторами вивчаються у векторному численні.

## Позначення
Вектор, представлений набором {\displaystyle n} елементів (компонент) {\displaystyle a_{1},a_{2},\ldots ,a_{n}} позначають такими способами:
{\displaystyle \langle a_{1},a_{2},\ldots ,a_{n}\,\rangle ,\ \left(a_{1},a_{2},\ldots ,a_{n}\,\right),\{a_{1},a_{2},\ldots ,a_{n}\,\}}.
Для того, щоб підкреслити, що це вектор (а не скаляр), використовують риску або стрілку вгорі, жирний або готичний шрифт:
{\displaystyle {\bar {a}},\ {\vec {a}},\mathbf {a} ,{\mathfrak {A}},\ {\mathfrak {a}}.}
Сума векторів майже завжди позначається знаком плюс:
{\displaystyle {\vec {a}}+{\vec {b}}}.
Множення на число — просто написанням поруч, без спеціального знака, наприклад:
{\displaystyle k{\vec {b}}},
причому число зазвичай пишуть зліва.
Множення на матрицю також позначають написанням поруч, без спеціального знака, але тут перестановка співмножників у загальному випадку впливає на результат. Дія лінійного оператора на вектор також позначається написанням оператора зліва, без спеціального знака.

## Історія
Інтуїтивно вектор розуміється як об'єкт, що має величину, напрямок і (необов'язково) точку прикладання. Зачатки векторного числення з'явилися разом з геометричною моделлю комплексних чисел (Гаусс, 1831). Розвинені операції з векторами опублікував Гамільтон як частину свого кватерніонного числення (вектор утворювали уявні компоненти кватерніона). Гамільтон запропонував сам термін вектор (лат. vector, «той що несе») і описав деякі операції векторного аналізу. Цей формалізм використовував Максвелл у своїх працях з електромагнетизму, тим самим привернувши увагу вчених до нового числення. Незабаром вийшли «Елементи векторного аналізу» Гіббса (1880-ті роки), а потім Гевісайд (1903) надав векторному аналізу сучасного вигляду.

## Вектор як послідовність
Вектор — (послідовність, кортеж) однорідних елементів. Це найбільш загальне означення в тому сенсі, що може бути не задано звичайних векторних операцій взагалі, їх може бути менше, або вони можуть не задовольняти звичайним аксіомам лінійного простору. Саме в такому вигляді вектор розглядається в програмуванні, де, як правило, позначається ім'ям-ідентифікатором з квадратними дужками (наприклад, object []). Перелік властивостей моделює прийняте в теорії систем визначення класу і стану об'єкта. Так типи елементів вектора визначають клас об'єкта, а значення елементів — його стан. Втім, ймовірно, це вживання терміна вже виходить за рамки зазвичай прийнятого як в алгебрі, так і в математиці взагалі.
Арифметичним вектором називається впорядкована сукупність n чисел. Позначається {\displaystyle {\overline {x}}=(x_{1},x_{2},\ldots ,x_{n})}, числа {\displaystyle x_{1},x_{2},\ldots ,x_{n}} називаються компонентами арифметичного вектора. Множина арифметичних векторів, для яких визначені операції додавання і множення на число називається простором арифметичних векторів {\displaystyle R^{n}}.